# Discestra cinnamomina
Discestra cinnamomina là một loài bướm đêm trong họ Noctuidae.